# Claudio Antonio
Flavio Claudio Antonio (latino: Flavius Claudius Antonius; fl. 377-382) è stato un politico romano di età imperiale.

## Biografia
Nel 370/373 era magister scrinii; nello stesso periodo divenne quaestor sacri palatii. Fu prefetto del pretorio, prima di Gallia (376-377) poi di Italia (377-378). La sua carriera ebbe il culmine nel 382, quando tenne il consolato.
Antonio era un conoscente di Quinto Aurelio Simmaco, col quale ebbe uno scambio epistolare (è il destinatario delle lettere 89-93 di Simmaco): proprio in una di queste lettere viene raccontato come Antonio scrivesse delle tragedie.
Ebbe un fratello o un nipote di nome Mario; si imparentò con l'imperatore Teodosio I. Probabilmente ebbe una sorella di nome Maria, moglie del fratello di Teodosio, Onorio, che introdusse il nome Maria nell'onomastica della dinastia teodosiana.